# Großer Preis von Australien 2011
Der Große Preis von Australien 2011 (offiziell 2011 Formula 1 Qantas Australian Grand Prix) fand am 27. März auf dem Albert Park Circuit in Melbourne statt und war das erste Rennen der Formel-1-Weltmeisterschaft 2011.

## Berichte

### Hintergrund
Ursprünglich sollte der Saisonauftakt nicht in Australien, sondern in Bahrain stattfinden. Wegen politischer Unruhen wurde der Große Preis von Bahrain jedoch abgesagt.
Das Energierückgewinnungssystem KERS kehrte mit diesem Grand Prix in die Formel 1 zurück. Letztmals wurde es beim Großen Preis von Abu Dhabi 2009 eingesetzt. Der Einsatz von KERS ist nicht verpflichtend. Während der Frontflügel ab 2011 nicht mehr verstellbar ist, darf der Heckflügel verstellt werden. Das sogenannte Drag Reduction System (DRS) kam erstmals zum Einsatz. Der Einsatz von F-Schacht und Doppeldiffusor ist seit diesem Grand Prix verboten.
Pirelli löste mit diesem Grand Prix Bridgestone als Reifenhersteller ab. Beim Großen Preis von Australien standen den Fahrern die Reifenmischungen Hard (silber) und Soft (gelb), sowie für nasse Bedingungen Intermediates (hellblau) und Full-Wets (orange) zur Verfügung.
Die 107-Prozent-Regel wurde ab diesem Grand Prix wieder in Kraft gesetzt. Das bedeutet, dass Fahrer, die im ersten Qualifying-Abschnitt sieben Prozent langsamer als der Trainingsschnellste sind, nicht am Rennen teilnehmen dürfen. Allerdings gibt es die Möglichkeit, dass unter besonderen Umständen trotzdem ein Start erlaubt werden kann.
Zum ersten Mal seit 1970 traten mit Fernando Alonso, Jenson Button, Lewis Hamilton, Michael Schumacher und Sebastian Vettel fünf Formel-1-Weltmeister zu einem Grand Prix an. 1970 waren dies Jack Brabham, Graham Hill, Denis Hulme, John Surtees und Jackie Stewart.
Lotus wechselte zu dieser Saison den Motorenpartner und trat nun mit Renault-Motoren an.
Jérôme D’Ambrosio, Pastor Maldonado, Sergio Pérez und Paul di Resta gaben ihr Formel-1-Debüt. Narain Karthikeyan kehrte für HRT in die Formel 1 zurück, nachdem er letztmals beim Großen Preis von China 2005 aktiv war. Er und sein Teamkollege Vitantonio Liuzzi konnten sich jedoch nicht für das Rennen qualifizieren. Nick Heidfeld (Renault) und Liuzzi (HRT) traten erstmals für ihr neues Team an.
Mit Schumacher (viermal), Button (zweimal), Alonso und Hamilton (jeweils einmal) traten vier ehemalige Sieger zu diesem Grand Prix an.

### Training

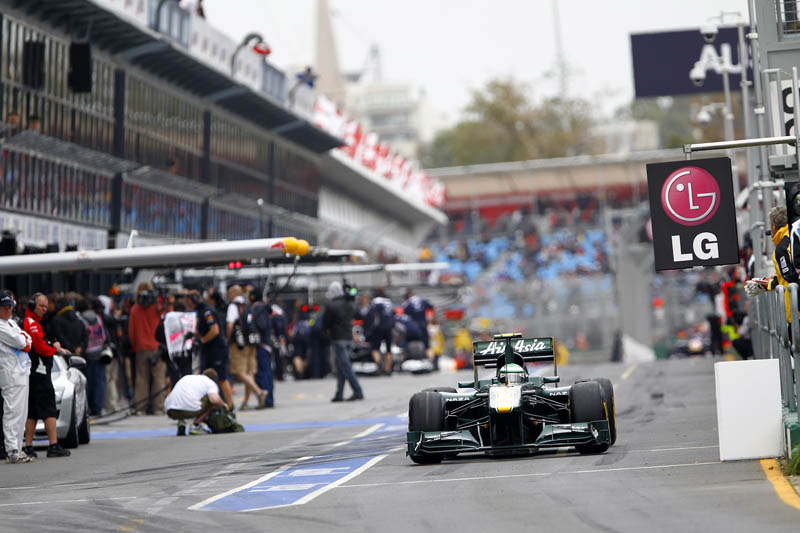
Heikki Kovalainen im freien Training

Im ersten freien Training erzielte Mark Webber die schnellste Runde vor Vettel und Alonso. Daniel Ricciardo fuhr in diesem Training den Toro Rosso von Jaime Alguersuari und nahm zum ersten Mal an einer Formel-1-Trainingssitzung teil. Darüber hinaus übernahmen in diesem Training Nico Hülkenberg den Force India von di Resta und Karun Chandhok den Lotus von Jarno Trulli. HRT nahm wegen technischer Probleme nicht an dieser Trainingssitzung teil.
Im zweiten freien Training übernahm Button die Führungsposition vor seinem Teamkollegen Hamilton. Alonso wurde erneut Dritter. Gegen Ende des Trainings absolvierte Liuzzi das Streckendebüt des HRT F111. Karthikeyan fuhr erneut keine Runde.
Im dritten freien Training fuhr Vettel die schnellste Runde und war fast eine Sekunde schneller als sein Teamkollege Webber, der Zweiter wurde. Hamilton wurde Dritter. Karthikeyan absolvierte in diesem Training seine ersten Runden im HRT 111.

### Qualifying

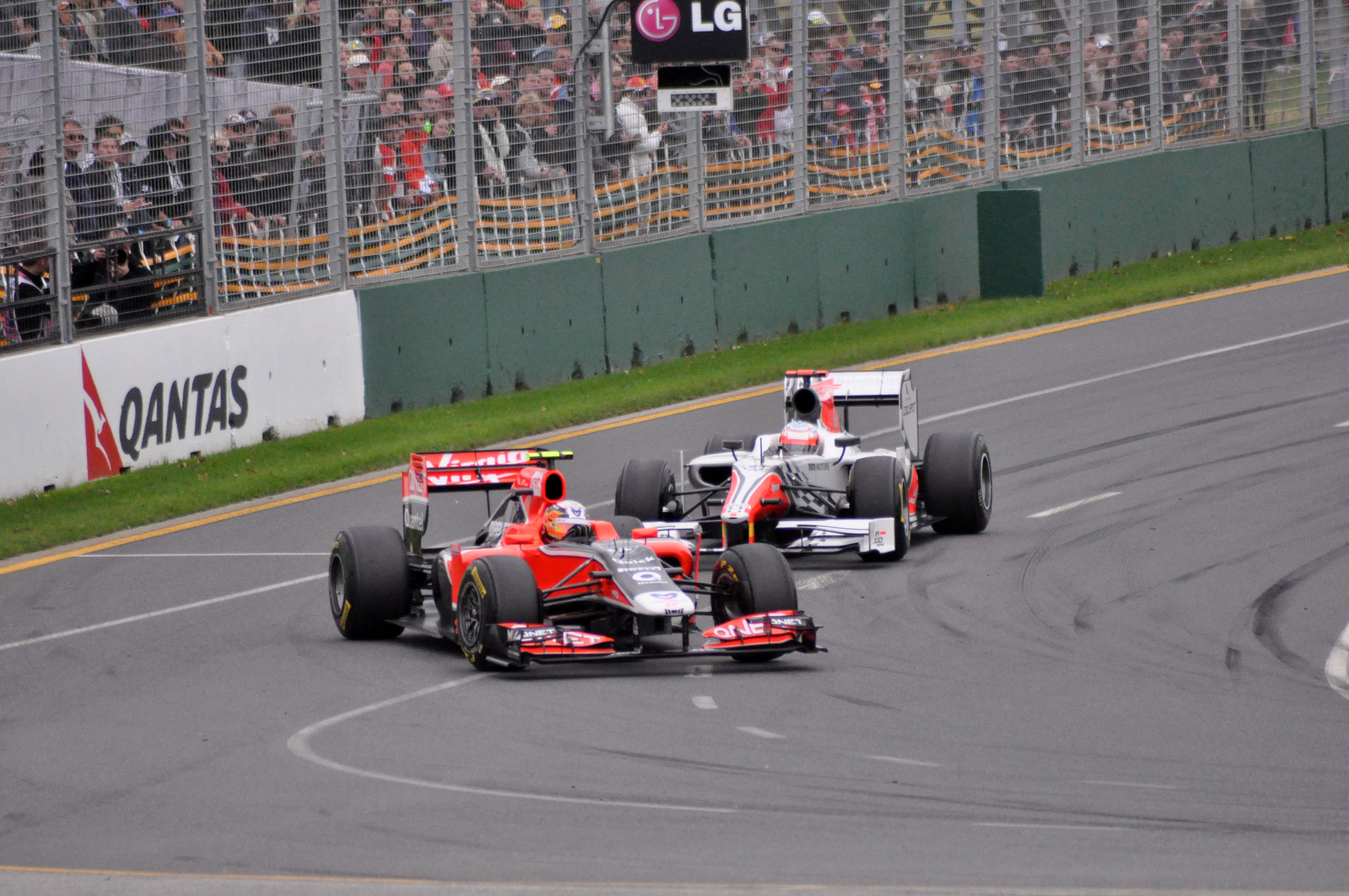
Nah an der 107-Prozent-Hürde: Jérôme D’Ambrosio (vorne) gelingt die Qualifikation; Narain Karthikeyan schafft keine ausreichende Zeit

Im ersten Abschnitt des Qualifyings (Q1) erzielte Vettel die schnellste Zeit. Die HRT-, Virgin- und Lotus-Piloten sowie Heidfeld schieden aus. Liuzzi und Karthikeyan scheiterten an der 107-Prozent-Regel und qualifizierten sich nicht für den Grand Prix.
Im zweiten Abschnitt (Q2) blieb Vettel auf der ersten Position. Die Williams- und Force-India-Piloten sowie Pérez, Jaime Alguersuari und Schumacher schieden aus.
Im dritten Segment (Q3) war Vettel erneut der schnellste Pilot und sicherte sich die 16. Pole-Position vor Hamilton und Webber.
Nach dem Rennen stellte sich heraus, dass Red Bull bei beiden Boliden auf den Einsatz von KERS im Qualifying und im Rennen verzichtet hatte, da das Team Zuverlässigkeits-Probleme befürchtete.

### Rennen

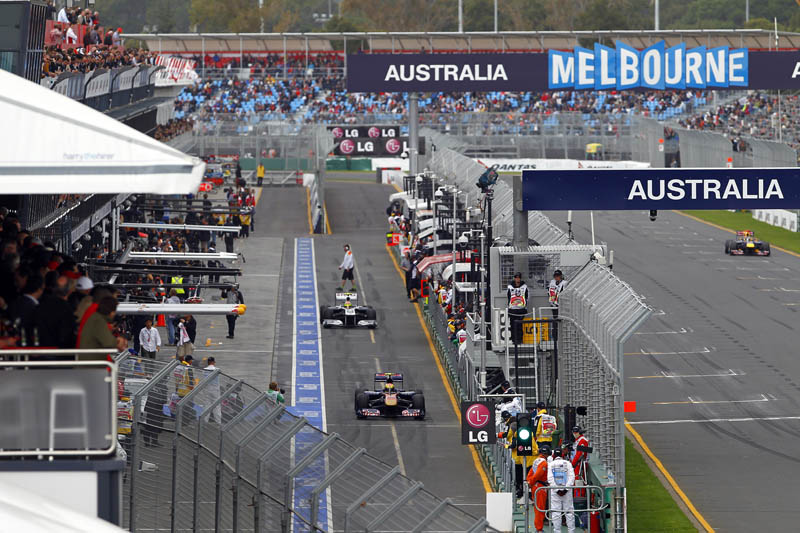
Beim Großen Preis von Australien verwendeten die Fahrer unterschiedliche Boxenstoppstrategien

Vettel behielt die Führung beim Start vor Hamilton, der von Webber attackiert wurde. Alonso hatte keinen guten Start und fiel auf den neunten Platz zurück. Witali Petrow und Felipe Massa starteten hingegen gut und belegten die Plätze vier und fünf. Button, Nico Rosberg und Kamui Kobayashi folgten auf den Plätzen sechs bis acht. In der ersten Runde kam es allerdings zu kleineren Zwischenfällen. Alguersuari kollidierte mit Schumacher. Dabei zogen sich beide einen Reifenschaden zu und mussten an die Box. Gegen Ende der ersten Runde kam es zu einer Kollision zwischen Heidfeld und Buemi. Buemi fuhr in Heidfelds Seite und sorgte damit dafür, dass der Renault von Heidfeld unfahrbar wurde. Nach dem Rennen wiesen sich die beiden Rennfahrer, die weiterfahren konnten, gegenseitig die Schuld an dieser Kollision zu.
Während Vettel in den nächsten Runden an der Spitze vorweg fuhr und ein paar Sekunden Vorsprung auf Hamilton hielt, gab es mehrere Duelle im vorderen Feld. Alonso überholte Kobayashi und Rosberg und lag anschließend hinter Button, der Massa unter Druck setzte. Massa verteidigte seine Position und musste wegen seiner harten Fahrweise seine Bremsbalance verstellen, da seine Bremsen zu heiß geworden waren. Button nutzte KERS und DRS, schaffte auf der Start-Ziel-Geraden allerdings kein Überholmanöver. In der elften Runde fuhr Button vor Kurve 11 neben Massa. In der Kurvenkombination 11/12 nutzte Button schließlich den Notausgang und ging an Massa vorbei. Wenig später überholte auch Alonso Massa.

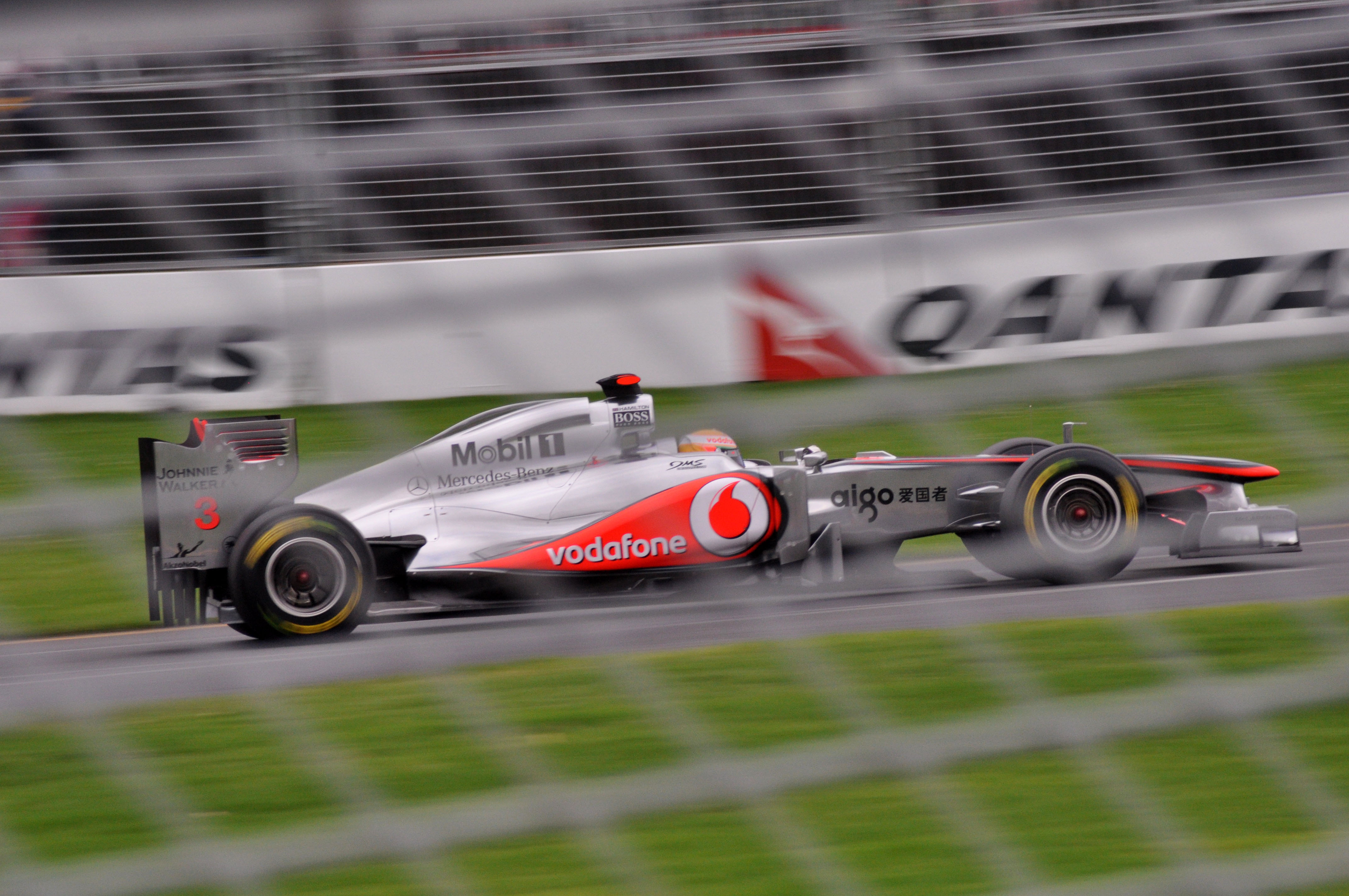
Lewis Hamilton beendete das Rennen, das er für drei Runden anführte, auf dem zweiten Platz

Während Maldonado mit einem technischen Problem an der Kraftübertragung ausfiel, absolvierten die ersten Piloten ihre regulären Boxenstopps. Webber war der erste Pilot an der Box und wechselte von weichen auf harte Reifen. Die beiden Ferrari-Piloten, von denen Alonso zunächst an die Box kam, wechselten von weich auf weich. Nachdem Hamilton seinen Rückstand auf Vettel verkürzt hatte, kam auch Vettel an die Box und blieb auf weichen Reifen. Hamilton übernahm damit die Führungsposition. Währenddessen bekam Button, der nun vor Vettel lag, eine Durchfahrtsstrafe wegen des Manövers gegen Massa. Button versuchte zwar noch Vettel hinter sich zu halten, es gelang ihm jedoch nicht, da Vettel von den frischen Reifen profitierte. Nachdem Hamilton drei Runden nach Vettel seinen Boxenstopp absolviert und auch von weich auf weich gewechselt hatte, übernahm Vettel erneut die Führungsposition. Hamilton fiel dabei nicht hinter Button zurück. Button fuhr in den folgenden Runden zweimal an die Box. Beim ersten Mal absolvierte er die Durchfahrtsstrafe und beim zweiten Mal wechselte auch er von weich auf weich.
In den nächsten Runden kam es zu mehreren Zwischenfällen. Glock kam zunächst mit technischen Problemen an die Box. Er nahm das Rennen nach einigen Runden jedoch wieder auf und fuhr bis zum Ende mit, wurde aber mit neun Runden Rückstand nicht klassiert. Schumacher und Kovalainen gaben ihr Rennen jedoch an der Box auf. Wenig später war auch das Rennen für Schumachers Teamkollegen Rosberg beendet. Barrichello wagte ein riskantes Manöver gegen Rosberg und fuhr ihn dabei in die Seite. Rosbergs Auto war dadurch so stark beschädigt, dass er das Rennen aufgeben musste. Barrichello fuhr weiter und wurde wenig später mit einer Durchfahrtsstrafe für das Auslösen einer Kollision bestraft.
Während Vettel seinen Vorsprung auf Hamilton nun vergrößerte, kam Webber auf den harten Reifen, mit denen er nicht mit den führenden Piloten mithalten konnte, an die Box und wechselte zurück auf weiche Reifen. Auch Alonso kam wenig später zu seinem zweiten Stopp an die Box. Er wechselte erneut auf weiche Reifen. Damit gelang es ihm, schnellere Rundenzeiten zu fahren und er verkürzte seinen Rückstand auf Petrow, der auf dem dritten Platz lag. Nach 31 Runden kam auch Massa zum zweiten Mal an die Box. Im Gegensatz zu Alonso wechselte er allerdings auf harte Reifen und wäre damit in der Lage gewesen, ohne Boxenstopp durchzufahren.

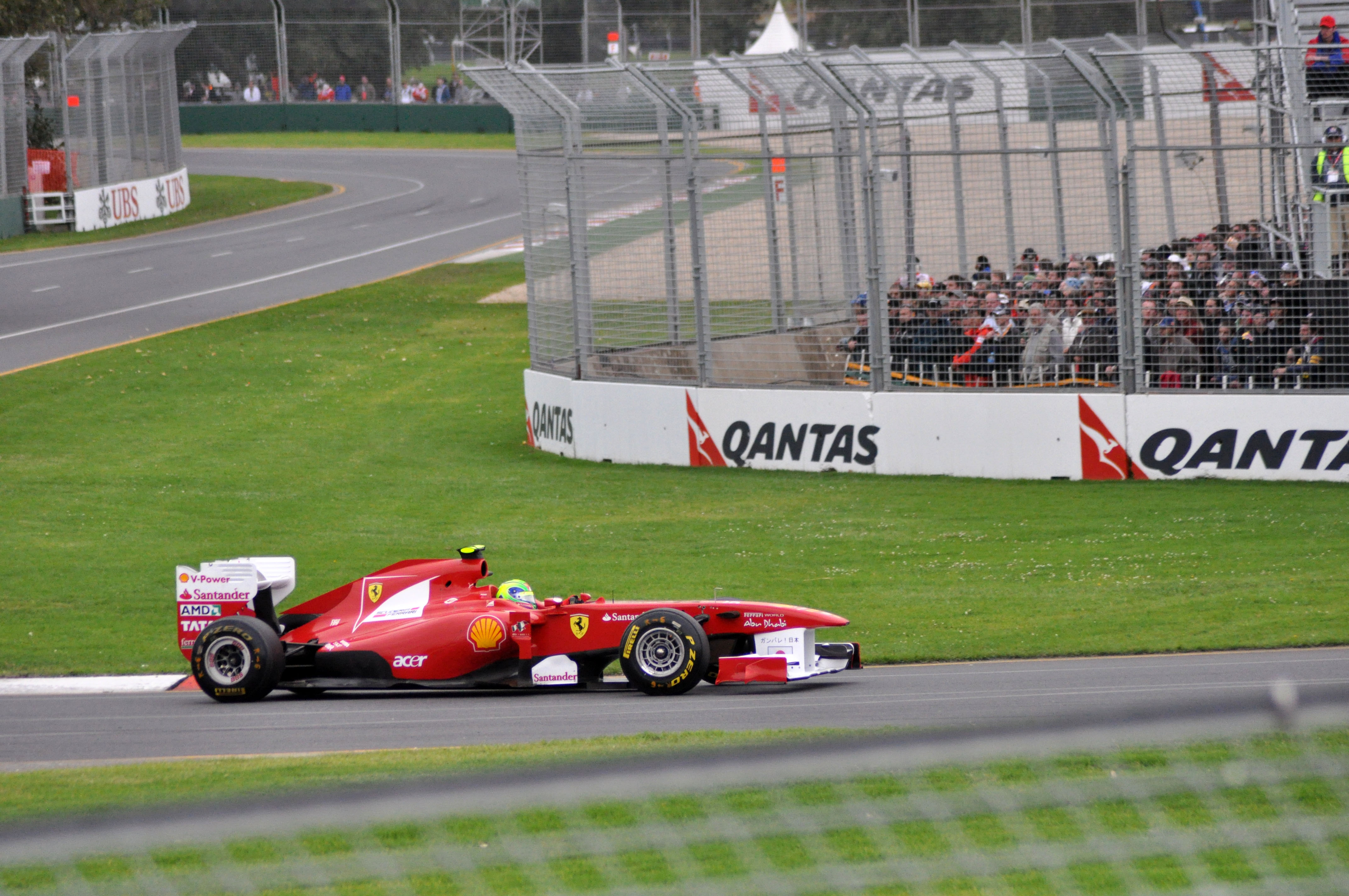
Felipe Massa erzielte die schnellste Runde des Rennens

Nachdem Hamilton sich durch seine engagierte Fahrweise seinen Unterboden beschädigte, hatte dies keine nennenswerten Auswirkungen auf sein Renntempo. Nach 36 Runden kamen Vettel und Hamilton schließlich zeitgleich an die Box. Beide wechselten auf harte Reifen und der Abstand blieb unverändert. Auch Petrow kam zum Wechsel auf harte Reifen an die Box und fiel damit hinter Webber und Alonso zurück. Alonso setzte Webber unter Druck, kam auf der Strecke allerdings nicht an ihm vorbei. Obwohl Webber schon beide Reifensätze gefahren hatte, wechselte er erneut auf weiche Reifen. Da er anschließend kurz neben der Strecke war, gelang es ihm nicht, den Reifenvorteil auszunutzen und Alonso, der kurz darauf auf harte Reifen wechselte, zog an Webber vorbei. Webber, der über kein KERS verfügte, setzte Alonso zunächst unter Druck. Aus einem anfänglichen Reifenvorteil von Webber wurde jedoch schnell ein Reifennachteil und Alonso blieb vor ihm. Beide Piloten holten anschließend auf Petrow auf, kamen ihm jedoch nie nah genug, um ihn zu überholen.
Nachdem Massa zunächst von Button überholt worden war und kurz darauf von Pérez unter Druck gesetzt worden war, wechselte er auf weiche Reifen. Er fiel damit hinter Buemi zurück, mit den frischeren Reifen kam er allerdings nach einigen Runden an ihm vorbei. Anschließend erzielte er die schnellste Rennrunde. Kurz vor Rennende gab schließlich auch Barrichello mit Problemen an der Kraftwerksübertragung auf.
Vettel gewann schließlich das Rennen vor Hamilton und Petrow, der zum ersten Mal auf dem Podium stand. Für Vettel war es der elfte Sieg in der Formel-1-Weltmeisterschaft. Alonso, Webber und Button belegten die Plätze vier bis sechs. Die Sauber-Piloten Pérez und Kobayashi kamen auf den Plätzen sieben und acht ins Ziel. Pérez schaffte es im Rennen 35 Runden auf einem weichen Reifensatz zu fahren und war der einzige Pilot mit einer Ein-Stopp-Strategie. Die Freude über das gute Resultat beim Sauber-Team hielt jedoch nicht lange an, da beide Piloten wegen illegaler Heckflügel disqualifiziert wurden. Die restlichen Punkte gingen daher an Massa, Buemi, Sutil und di Resta. di Resta holte somit bei seinem Debüt-Grand-Prix den ersten Punkt.
In der Fahrerwertung entsprach das Rennergebnis dem WM-Stand. In der Konstrukteurswertung übernahm Red Bull-Renault die Führung vor McLaren-Mercedes und Ferrari.

## Meldeliste
| Team                         | Nr. | Fahrer             | Chassis             | Motor                | Reifen |
| ---------------------------- | --- | ------------------ | ------------------- | -------------------- | ------ |
| Red Bull Racing              | 01  | Sebastian Vettel   | Red Bull RB7        | Renault 2.4 V8       | P      |
| Red Bull Racing              | 02  | Mark Webber        | Red Bull RB7        | Renault 2.4 V8       | P      |
| Vodafone McLaren Mercedes    | 03  | Lewis Hamilton     | McLaren MP4-26      | Mercedes-Benz 2.4 V8 | P      |
| Vodafone McLaren Mercedes    | 04  | Jenson Button      | McLaren MP4-26      | Mercedes-Benz 2.4 V8 | P      |
| Scuderia Ferrari Marlboro    | 05  | Fernando Alonso    | Ferrari 150º Italia | Ferrari 2.4 V8       | P      |
| Scuderia Ferrari Marlboro    | 06  | Felipe Massa       | Ferrari 150º Italia | Ferrari 2.4 V8       | P      |
| Mercedes GP Petronas F1 Team | 07  | Michael Schumacher | Mercedes MGP W02    | Mercedes-Benz 2.4 V8 | P      |
| Mercedes GP Petronas F1 Team | 08  | Nico Rosberg       | Mercedes MGP W02    | Mercedes-Benz 2.4 V8 | P      |
| Lotus Renault GP             | 09  | Nick Heidfeld      | Renault R31         | Renault 2.4 V8       | P      |
| Lotus Renault GP             | 10  | Witali Petrow      | Renault R31         | Renault 2.4 V8       | P      |
| AT&T Williams                | 11  | Rubens Barrichello | Williams FW33       | Cosworth 2.4 V8      | P      |
| AT&T Williams                | 12  | Pastor Maldonado   | Williams FW33       | Cosworth 2.4 V8      | P      |
| Force India F1 Team          | 14  | Adrian Sutil       | Force India VJM04   | Mercedes-Benz 2.4 V8 | P      |
| Force India F1 Team          | 15  | Nico Hülkenberg    | Force India VJM04   | Mercedes-Benz 2.4 V8 | P      |
| Force India F1 Team          | 15  | Paul di Resta      | Force India VJM04   | Mercedes-Benz 2.4 V8 | P      |
| Sauber F1 Team               | 16  | Kamui Kobayashi    | Sauber C30          | Ferrari 2.4 V8       | P      |
| Sauber F1 Team               | 17  | Sergio Pérez       | Sauber C30          | Ferrari 2.4 V8       | P      |
| Scuderia Toro Rosso          | 18  | Sébastien Buemi    | Toro Rosso STR6     | Ferrari 2.4 V8       | P      |
| Scuderia Toro Rosso          | 19  | Daniel Ricciardo   | Toro Rosso STR6     | Ferrari 2.4 V8       | P      |
| Scuderia Toro Rosso          | 19  | Jaime Alguersuari  | Toro Rosso STR6     | Ferrari 2.4 V8       | P      |
| Team Lotus                   | 20  | Heikki Kovalainen  | Lotus T128          | Renault 2.4 V8       | P      |
| Team Lotus                   | 21  | Karun Chandhok     | Lotus T128          | Renault 2.4 V8       | P      |
| Team Lotus                   | 21  | Jarno Trulli       | Lotus T128          | Renault 2.4 V8       | P      |
| HRT F1 Team                  | 22  | Narain Karthikeyan | HRT F111            | Cosworth 2.4 V8      | P      |
| HRT F1 Team                  | 23  | Vitantonio Liuzzi  | HRT F111            | Cosworth 2.4 V8      | P      |
| Marussia Virgin Racing       | 24  | Timo Glock         | Virgin MVR-02       | Cosworth 2.4 V8      | P      |
| Marussia Virgin Racing       | 25  | Jérôme D’Ambrosio  | Virgin MVR-02       | Cosworth 2.4 V8      | P      |

Anmerkungen
1. 1 2  Hülkenberg fuhr den Force India mit der Nummer 15 im ersten freien Training. Di Resta übernahm das Fahrzeug anschließend für das restliche Rennwochenende.
2. 1 2  Ricciardo fuhr den Toro Rosso mit der Nummer 19 im ersten freien Training. Alguersuari übernahm das Fahrzeug anschließend für das restliche Rennwochenende.
3. 1 2  Chandhok fuhr den Lotus mit der Nummer 21 im ersten freien Training. Trulli übernahm das Fahrzeug anschließend für das restliche Rennwochenende.

## Klassifikationen

### Qualifying
| Pos.                                                                      | Fahrer             | Konstrukteur         | Q1       | Q2         | Q3       | Start |
| ------------------------------------------------------------------------- | ------------------ | -------------------- | -------- | ---------- | -------- | ----- |
| 01                                                                        | Sebastian Vettel   | Red Bull-Renault     | 1:25,296 | 1:24,090   | 1:23,529 | 01    |
| 02                                                                        | Lewis Hamilton     | McLaren-Mercedes     | 1:25,384 | 1:24,595   | 1:24,307 | 02    |
| 03                                                                        | Mark Webber        | Red Bull-Renault     | 1:25,900 | 1:24,658   | 1:24,395 | 03    |
| 04                                                                        | Jenson Button      | McLaren-Mercedes     | 1:25,886 | 1:24,957   | 1:24,779 | 04    |
| 05                                                                        | Fernando Alonso    | Ferrari              | 1:25,707 | 1:25,242   | 1:24,974 | 05    |
| 06                                                                        | Witali Petrow      | Renault              | 1:25,543 | 1:25,582   | 1:25,247 | 06    |
| 07                                                                        | Nico Rosberg       | Mercedes             | 1:25,856 | 1:25,606   | 1:25,421 | 07    |
| 08                                                                        | Felipe Massa       | Ferrari              | 1:26,031 | 1:25,611   | 1:25,599 | 08    |
| 09                                                                        | Kamui Kobayashi    | Sauber-Ferrari       | 1:25,717 | 1:25,405   | 1:25,626 | 09    |
| 10                                                                        | Sébastien Buemi    | Toro Rosso-Ferrari   | 1:26,232 | 1:25,882   | 1:27,066 | 10    |
| 11                                                                        | Michael Schumacher | Mercedes             | 1:25,962 | 1:25,971   | –        | 11    |
| 12                                                                        | Jaime Alguersuari  | Toro Rosso-Ferrari   | 1:26,620 | 1:26,103   | –        | 12    |
| 13                                                                        | Sergio Pérez       | Sauber-Ferrari       | 1:25,812 | 1:26,108   | –        | 13    |
| 14                                                                        | Paul di Resta      | Force India-Mercedes | 1:27,222 | 1:26,739   | –        | 14    |
| 15                                                                        | Pastor Maldonado   | Williams-Cosworth    | 1:26,298 | 1:26,768   | –        | 15    |
| 16                                                                        | Adrian Sutil       | Force India-Mercedes | 1:26,245 | 1:31,407   | –        | 16    |
| 17                                                                        | Rubens Barrichello | Williams-Cosworth    | 1:26,270 | keine Zeit | –        | 17    |
| 18                                                                        | Nick Heidfeld      | Renault              | 1:27,239 | –          | –        | 18    |
| 19                                                                        | Heikki Kovalainen  | Lotus-Renault        | 1:29,254 | –          | –        | 19    |
| 20                                                                        | Jarno Trulli       | Lotus-Renault        | 1:29,342 | –          | –        | 20    |
| 21                                                                        | Timo Glock         | Virgin-Cosworth      | 1:29,858 | –          | –        | 21    |
| 22                                                                        | Jérôme D’Ambrosio  | Virgin-Cosworth      | 1:30,822 | –          | –        | 22    |
| 107-Prozent-Zeit: 1:31,266 min (bezogen auf Q1-Bestzeit von 1:25,296 min) |                    |                      |          |            |          |       |
| DNQ                                                                       | Vitantonio Liuzzi  | HRT-Cosworth         | 1:32,978 | –          | –        | –     |
| DNQ                                                                       | Narain Karthikeyan | HRT-Cosworth         | 1:34,293 | –          | –        | –     |

Anmerkungen
1. 1 2 3 4 5 6 7 8 9 10 11 12 13 14 15 16  Rennwagen mit KERS

### Rennen
| Pos. | Fahrer             | Konstrukteur         | Runden | Stopps | Zeit        | Start | Schnellste Runde |
| ---- | ------------------ | -------------------- | ------ | ------ | ----------- | ----- | ---------------- |
| 01   | Sebastian Vettel   | Red Bull-Renault     | 58     | 2      | 1:29:30,259 | 01    | 1:29,844 (44.)   |
| 02   | Lewis Hamilton     | McLaren-Mercedes     | 58     | 2      | + 22,297    | 02    | 1:30,314 (41.)   |
| 03   | Witali Petrow      | Renault              | 58     | 2      | + 30,560    | 06    | 1:30,064 (55.)   |
| 04   | Fernando Alonso    | Ferrari              | 58     | 3      | + 31,772    | 05    | 1:29,487 (49.)   |
| 05   | Mark Webber        | Red Bull-Renault     | 58     | 3      | + 38,171    | 03    | 1:29,600 (50.)   |
| 06   | Jenson Button      | McLaren-Mercedes     | 58     | 3      | + 54,304    | 04    | 1:29,883 (49.)   |
| 07   | Felipe Massa       | Ferrari              | 58     | 3      | + 1:25,186  | 08    | 1:28,947 (55.)   |
| 08   | Sébastien Buemi    | Toro Rosso-Ferrari   | 57     | 2      | + 1 Runde   | 10    | 1:30,836 (44.)   |
| 09   | Adrian Sutil       | Force India-Mercedes | 57     | 2      | + 1 Runde   | 16    | 1:31,526 (55.)   |
| 10   | Paul di Resta      | Force India-Mercedes | 57     | 2      | + 1 Runde   | 14    | 1:31,941 (40.)   |
| 11   | Jaime Alguersuari  | Toro Rosso-Ferrari   | 57     | 3      | + 1 Runde   | 12    | 1:30,467 (41.)   |
| 12   | Nick Heidfeld      | Renault              | 57     | 2      | + 1 Runde   | 18    | 1:32,377 (43.)   |
| 13   | Jarno Trulli       | Lotus-Renault        | 56     | 2      | + 2 Runden  | 20    | 1:32,550 (52.)   |
| 14   | Jérôme D’Ambrosio  | Virgin-Cosworth      | 54     | 2      | + 4 Runden  | 22    | 1:34,523 (44.)   |
| –    | Timo Glock         | Virgin-Cosworth      | 49     | 2      | + 9 Runden  | 21    | 1:35,789 (48.)   |
| –    | Rubens Barrichello | Williams-Cosworth    | 48     | 4      | DNF         | 17    | 1:31,404 (47.)   |
| –    | Nico Rosberg       | Mercedes             | 22     | 1      | DNF         | 07    | 1:33,503 (21.)   |
| –    | Heikki Kovalainen  | Lotus-Renault        | 19     | 1      | DNF         | 19    | 1:34,918 (19.)   |
| –    | Michael Schumacher | Mercedes             | 19     | 2      | DNF         | 11    | 1:35,319 (13.)   |
| –    | Pastor Maldonado   | Williams-Cosworth    | 9      | 0      | DNF         | 15    | 1:34,102 (07.)   |
| DSQ  | Sergio Pérez       | Sauber-Ferrari       | 58     | 1      | + 1:05,845  | 13    | 1:29,962 (39.)   |
| DSQ  | Kamui Kobayashi    | Sauber-Ferrari       | 58     | 2      | + 1:16,872  | 09    | 1:30,384 (51.)   |

Anmerkungen
1. 1 2 3 4 5 6 7 8 9 10 11 12 13 14 15 16  Rennwagen mit KERS

1. ↑  Pérez wurde nachträglich aufgrund eines illegen Heckflügels disqualifiziert.
2. ↑  Kobayashi wurde nachträglich aufgrund eines illegen Heckflügels disqualifiziert.

## WM-Stände nach dem Rennen
Die ersten zehn des Rennens bekamen 25, 18, 15, 12, 10, 8, 6, 4, 2 bzw. 1 Punkt(e).

### Fahrerwertung
| Pos. | Fahrer            | Konstrukteur         | Punkte |
| ---- | ----------------- | -------------------- | ------ |
| 01   | Sebastian Vettel  | Red Bull-Renault     | 25     |
| 02   | Lewis Hamilton    | McLaren-Mercedes     | 18     |
| 03   | Witali Petrow     | Renault              | 15     |
| 04   | Fernando Alonso   | Ferrari              | 12     |
| 05   | Mark Webber       | Red Bull-Renault     | 10     |
| 06   | Jenson Button     | McLaren-Mercedes     | 8      |
| 07   | Felipe Massa      | Ferrari              | 6      |
| 08   | Sébastien Buemi   | Toro Rosso-Ferrari   | 4      |
| 09   | Adrian Sutil      | Force India-Mercedes | 2      |
| 10   | Paul di Resta     | Force India-Mercedes | 1      |
| 11   | Jaime Alguersuari | Toro Rosso-Ferrari   | 0      |

| Pos. | Fahrer             | Konstrukteur      | Punkte |
| ---- | ------------------ | ----------------- | ------ |
| 12   | Nick Heidfeld      | Renault           | 0      |
| 13   | Jarno Trulli       | Lotus-Renault     | 0      |
| 14   | Jérôme D’Ambrosio  | Virgin-Cosworth   | 0      |
| –    | Sergio Pérez       | Sauber-Ferrari    | 0      |
| –    | Kamui Kobayashi    | Sauber-Ferrari    | 0      |
| –    | Timo Glock         | Virgin-Cosworth   | 0      |
| –    | Rubens Barrichello | Williams-Cosworth | 0      |
| –    | Nico Rosberg       | Mercedes          | 0      |
| –    | Heikki Kovalainen  | Lotus-Renault     | 0      |
| –    | Michael Schumacher | Mercedes          | 0      |
| –    | Pastor Maldonado   | Williams-Cosworth | 0      |

### Konstrukteurswertung
| Pos. | Konstrukteur         | Punkte |
| ---- | -------------------- | ------ |
| 01   | Red Bull-Renault     | 35     |
| 02   | McLaren-Mercedes     | 26     |
| 03   | Ferrari              | 18     |
| 04   | Renault              | 15     |
| 05   | Toro Rosso-Ferrari   | 4      |
| 06   | Force India-Mercedes | 3      |

| Pos. | Konstrukteur      | Punkte |
| ---- | ----------------- | ------ |
| 07   | Lotus-Renault     | 0      |
| 08   | Virgin-Cosworth   | 0      |
| –    | Sauber-Ferrari    | 0      |
| –    | Williams-Cosworth | 0      |
| –    | Mercedes          | 0      |